# Trigonocephalie
Mit dem Begriff Trigonocephalie (altgriechisch τρίγωνος trigōnos ‚dreieckig‘, κεφαλή kephalē ‚Kopf‘) wird in der Humanmedizin eine besondere Kopfform beschrieben, die sich durch eine dreieckige Schädelform (Dreieckschädel) kennzeichnet und insbesondere durch eine prominente, kielartige Stirn auffällt.
Bei Menschen mit einem Trigonocephalus ist es in der Entwicklung zu einem unüblich frühen Zusammenschluss der Sutura frontalis (metophische Naht) gekommen. Infolge dieser Verknöcherungsstörung hat der Schädel eine dreieckig wirkende Form erhalten, bei der die Stirnpartie hervorspringt und die Tubera frontalia (Verknöcherungszentren des Stirnbeins) fehlen, was bis zur Entwicklung eines Oxycephalus (Spitzschädel) führen kann.
Trigonocephalie kommt zum Teil als Symptom eines häufig chromosomal bedingten Syndromkomplexes vor. So tritt sie überdurchschnittlich häufig auf bei Menschen mit Partieller Trisomie 3p, dem 3P-Syndrom, dem Pätau-Syndrom (Trisomie 13), dem Edwards-Syndrom (Trisomie 18), dem Bohring-Opitz-Syndrom (C-Syndrom / Opitz-C-Trigonozephalie / Opitz-Trigonozephalie-Syndrom).
Durch die unübliche Kopfform ist das Gehirn gezwungen, sich entsprechend anzupassen. Ob und wenn ja in welchem Ausmaß es dadurch zu einer Minderung der zu erwartenden kognitiven Fähigkeiten des jeweiligen Menschen kommt und ob ein operativer Eingriff notwendig wird, ist sehr unterschiedlich. Die größte Abhängigkeit besteht hier offenbar in der Art und Schwere der sonstigen Symptomatik. Dies erklärt auch, warum durch eine operative Korrektur der Kopfform lediglich mit einem kosmetischen Effekt zu rechnen ist.